# Luz de Tavira

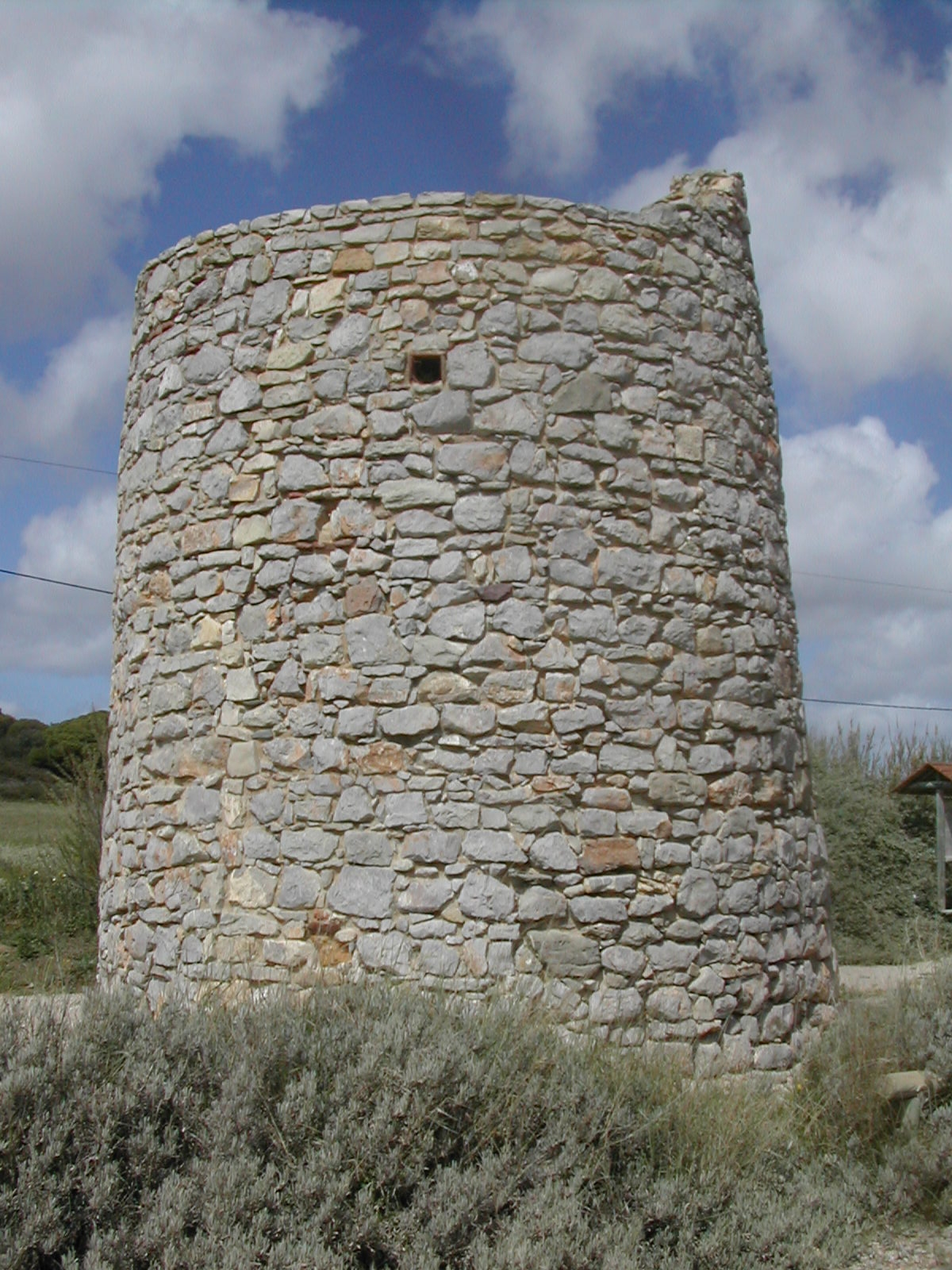
De toren of Torre van Aires

Luz de Tavira of kortweg Luz is een freguesia van Tavira. Deze wijk ten westen van het centrum van Tavira was in de Romeinse tijd de havenstad Balsa, een belangrijke haven in Hispania Lusitania.
De Torre Aires in Luz was in de Middeleeuwen een vestingstoren ter bescherming van de haven van Tavira.

## Zie verder
Tavira voor geschiedenis van Balsa